# Марк Педуцей Стлога Присцин
Марк Педуцей Стлога Присцин (лат. Marcus Peducaeus Stloga Priscinus) — римский политический деятель середины II века.
Присцин происходил из рода Педуцеев, ведущего свои корни ко временам Римской республики. Его отцом был консул 110 года Марк Педуцей Присцин.
В 141 году Стлога занимал должность ординарного консула вместе с Титом Гением Севером. Вероятно, он был проконсулом Азии, о чём свидетельствует надпись из Эфеса, но есть сомнения в прочтении этой надписи.
Его приёмным сыном был консул 177 года Марк Педуцей Плавтий Квинтилл, чьим отцом был консул 159 года Плавтий Квинтилл.